# Zamium prociduum
Zamium prociduum är en skalbaggsart som beskrevs av Francis Polkinghorne Pascoe 1864. Zamium prociduum ingår i släktet Zamium och familjen långhorningar. Inga underarter finns listade i Catalogue of Life.